# Nati nel 1849
| Questa pagina contiene informazioni ricavate automaticamente dalle voci biografiche con l'ausilio del template Bio e di un bot. L'aggiornamento è periodico e automatico e ricostruisce completamente la pagina. Se manca una persona in questa lista, sei pregato di non aggiungerla, ma accertati piuttosto che la sua voce biografica contenga il template Bio e che i dati anagrafici siano correttamente compilati. Se il template Bio manca, inseriscilo tu stesso o, in alternativa, metti l'avviso {{tmp\|Bio}} che ne segnala la mancanza. Se i dati riportati sono sbagliati, correggi direttamente la voce biografica; le modifiche saranno visibili in questa lista entro pochi giorni. Per chiarimenti vedi il progetto biografie. La lista contiene solo le 506 persone che sono citate nell'enciclopedia e per le quali è stato implementato correttamente il template Bio. Pagina aggiornata al 18 ago 2025. |

## Gennaio(48)
- 1º gennaio - Giovanni Battista Dessiglioli, organaro italiano († 1909)
- 1º gennaio - Benjamin Holt, inventore statunitense († 1920)
- 1º gennaio - Teresa Manganiello, religiosa italiana († 1876)
- 1º gennaio - Vsevolod Solovëv, romanziere russo († 1903)
- 2 gennaio - Albert Besnard, pittore e incisore francese († 1934)
- 3 gennaio - Émile-Joseph Carlier, scultore francese († 1927)
- 3 gennaio - Cammillo Lelli, politico italiano († 1938)
- 3 gennaio - Massimiliano Massimo, gesuita italiano († 1911)
- 3 gennaio - Carl Wuttke, pittore tedesco († 1927)
- 5 gennaio - Urbano Nono, scultore italiano († 1925)
- 5 gennaio - Sam Steele, militare canadese († 1919)
- 6 gennaio - Louis Havet, filologo francese († 1925)
- 7 gennaio - Vladimir Nikolaevič Davydov, attore teatrale russo († 1925)
- 8 gennaio - Stepan Osipovič Makarov, ammiraglio russo († 1904)
- 9 gennaio - John Hartley, tennista britannico († 1935)
- 9 gennaio - Laura Kieler, scrittrice norvegese († 1932)
- 9 gennaio - Gaetano Koch, architetto italiano († 1910)
- 10 gennaio - Donato Barcaglia, scultore italiano († 1930)
- 11 gennaio - Philipp Bertkau, zoologo e aracnologo tedesco († 1894)
- 11 gennaio - Ignacio Pinazo Camarlench, pittore spagnolo († 1916)
- 11 gennaio - Doc Scurlock, pistolero statunitense († 1929)
- 12 gennaio - Jean Béraud, pittore francese († 1935)
- 12 gennaio - Candelario Obeso, poeta colombiano († 1884)
- 13 gennaio - Alexander Bruce, VI Lord Balfour di Burleigh, politico e banchiere scozzese († 1921)
- 13 gennaio - Erwin Bälz, medico tedesco († 1913)
- 14 gennaio - Alfhild Agrell, attrice e scrittrice svedese († 1923)
- 15 gennaio - Luigi Canepa, compositore e patriota italiano († 1914)
- 16 gennaio - Eugène Carrière, pittore francese († 1906)
- 16 gennaio - Henry Fielding Dickens, avvocato e magistrato britannico († 1933)
- 17 gennaio - Daniel Gilfether, attore statunitense († 1919)
- 18 gennaio - Edmund Barton, politico e magistrato australiano († 1920)
- 18 gennaio - Gustaf Flink, mineralogista svedese († 1931)
- 20 gennaio - Vincenzo Comi, patriota e politico italiano († 1930)
- 20 gennaio - Maria Anna di Sassonia-Weimar-Eisenach, nobile tedesca († 1922)
- 21 gennaio - Leopoldo Giunti, militare e politico italiano († 1927)
- 22 gennaio - Romana Popiel, attrice polacca († 1933)
- 22 gennaio - August Strindberg, drammaturgo, scrittore e poeta svedese († 1912)
- 25 gennaio - Dietrich Barfurth, anatomista tedesco († 1927)
- 25 gennaio - Matilde d'Asburgo-Teschen, principessa austriaca († 1867)
- 26 gennaio - Francesco Flores D'Arcais, matematico italiano († 1927)
- 26 gennaio - Dionigi Scalas, politico italiano († 1901)
- 27 gennaio - Adolf Bachmann, storico e politico boemo († 1914)
- 28 gennaio - Denis Joseph O'Connell, vescovo cattolico irlandese († 1927)
- 29 gennaio - Antonio Cecchi, esploratore italiano († 1896)
- 29 gennaio - Giovanni Chiarini, esploratore italiano († 1879)
- 29 gennaio - Ernesto De Angeli, imprenditore italiano († 1907)
- 30 gennaio - Josef Anton Schobinger, politico e architetto svizzero († 1911)
- 31 gennaio - Giuseppe Spatz, imprenditore e politico tedesco († 1909)

## Febbraio(33)
- 2 febbraio - Leopold Gegenbauer, matematico austriaco († 1903)
- 2 febbraio - Pavol Országh Hviezdoslav, drammaturgo, traduttore e poeta slovacco († 1921)
- 2 febbraio - Luigi Taccheo, pianista e compositore italiano († 1940)
- 2 febbraio - William Jay Gaynor, politico statunitense († 1913)
- 3 febbraio - Federico Pesadori, poeta italiano († 1923)
- 4 febbraio - Jean Richepin, poeta, scrittore e drammaturgo francese († 1926)
- 5 febbraio - Alice Regnault, attrice francese († 1931)
- 7 febbraio - Carlo Beni, avvocato, naturalista e politico italiano († 1932)
- 7 febbraio - William Hurrell Mallock, romanziere e economista britannico († 1923)
- 8 febbraio - Aristide Cavallari, cardinale e patriarca cattolico italiano († 1914)
- 9 febbraio - Laura Clay, attivista, oratrice e politica statunitense († 1941)
- 9 febbraio - Carlo Santucci, avvocato e politico italiano († 1932)
- 10 febbraio - Virginia Zucchi, ballerina italiana († 1930)
- 11 febbraio - Giuseppe Del Rosso, generale italiano († 1915)
- 11 febbraio - Filadelfo Simi, pittore e scultore italiano († 1923)
- 13 febbraio - Randolph Henry Churchill, nobile e politico britannico († 1895)
- 13 febbraio - Wilhelm Voigt, criminale tedesco († 1922)
- 15 febbraio - Rickman Godlee, chirurgo inglese († 1925)
- 16 febbraio - Federico Capone, imprenditore, scienziato e politico italiano († 1918)
- 18 febbraio - Jérôme Eugène Coggia, astronomo francese († 1919)
- 18 febbraio - Alexander Kielland, scrittore e politico norvegese († 1906)
- 18 febbraio - Francesco Paolo Palazzotto, architetto italiano († 1915)
- 19 febbraio - Hans Dahl, pittore norvegese († 1937)
- 19 febbraio - Giovanni Passannante, anarchico italiano († 1910)
- 20 febbraio - Leon Barszczewski, geografo, etnografo e militare polacco († 1910)
- 20 febbraio - Ivan Gešov, politico bulgaro († 1924)
- 24 febbraio - Primitivo Gonzáles del Alba, criminologo spagnolo († 1913)
- 25 febbraio - Ernest George Meers, tennista britannico († 1928)
- 26 febbraio - Franz Christian Boll, medico tedesco († 1879)
- 26 febbraio - Geneviève Halévy, francese († 1926)
- 28 febbraio - Gaetano Calvi, avvocato, giornalista e politico italiano († 1915)
- 28 febbraio - Joseph von Mering, medico tedesco († 1908)
- 28 febbraio - Julius Perathoner, politico austriaco († 1926)

## Marzo(39)
- 1º marzo - Blanche Monnier, francese († 1913)
- 2 marzo - Ugo Dainelli, matematico italiano († 1906)
- 2 marzo - Hirata Tosuke, politico giapponese († 1925)
- 3 marzo - Hermann Eichhorst, patologo e medico svizzero († 1921)
- 4 marzo - Romolo Tittoni, avvocato, dirigente d'azienda e politico italiano († 1925)
- 5 marzo - Modesto Parlatore, scultore e architetto italiano († 1912)
- 6 marzo - Ernest Greenhalgh, calciatore inglese († 1922)
- 6 marzo - Georg Luger, inventore, imprenditore e ingegnere austriaco († 1923)
- 6 marzo - Edoardo Monteforte, pittore italiano († 1932)
- 6 marzo - Ebe Treves, cantante lirica italiana
- 7 marzo - Luther Burbank, botanico statunitense († 1926)
- 7 marzo - Albin Haller, chimico francese († 1925)
- 8 marzo - Hermann Winkelmann, tenore tedesco († 1912)
- 9 marzo - Robert Barrett Browning, pittore e scultore britannico († 1912)
- 9 marzo - Friedrich Erlenmeyer, psichiatra tedesco († 1926)
- 9 marzo - Harry Jefferson, velista britannico († 1918)
- 9 marzo - Ignazio Testasecca, imprenditore, politico e filantropo italiano († 1929)
- 10 marzo - Ľudovít Vladimír Rizner, scrittore, bibliografo e etnografo slovacco († 1913)
- 12 marzo - Luigi Merello, imprenditore e politico italiano († 1916)
- 13 marzo - Périclès Pantazis, pittore greco († 1884)
- 15 marzo - Samuel Sanford, pianista e docente statunitense († 1910)
- 15 marzo - Arthur Wellesley, IV duca di Wellington, nobile e militare inglese († 1934)
- 16 marzo - Karl Brugmann, linguista e filologo tedesco († 1919)
- 17 marzo - Charles F. Brush, ingegnere, inventore e imprenditore statunitense († 1929)
- 17 marzo - Romualdo Moscioni, fotografo italiano († 1925)
- 17 marzo - Ernst Ziegler, patologo svizzero († 1905)
- 19 marzo - Ottó Baditz, pittore ungherese († 1936)
- 19 marzo - Tito Checchi, militare e scrittore italiano († 1867)
- 19 marzo - Alfred von Tirpitz, ammiraglio tedesco († 1930)
- 22 marzo - Virginia Tedeschi-Treves, scrittrice e giornalista italiana († 1916)
- 22 marzo - Jean Léo Testut, medico e anatomista francese († 1925)
- 23 marzo - Luigi Paolucci, scienziato e naturalista italiano († 1935)
- 24 marzo - Franz Serafin Exner, fisico austriaco († 1926)
- 25 marzo - Agenor Maria Gołuchowski, politico austriaco († 1921)
- 26 marzo - Achille La Guardia, direttore di banda, compositore e militare italiano († 1904)
- 26 marzo - Gabriele Torelli, matematico italiano († 1931)
- 27 marzo - Carlo Dossi, scrittore, diplomatico e archeologo italiano († 1910)
- 27 marzo - Carlo Pollonera, pittore italiano († 1923)
- 30 marzo - Osip Vasil'evič Aptekman, scrittore e rivoluzionario russo († 1926)

## Aprile(29)
- 1º aprile - Jurij Nikolaevič Bogdanovič, rivoluzionario russo († 1888)
- 1º aprile - Eugenio Fazio, igienista, politico e scrittore italiano († 1902)
- 2 aprile - Attilio Brunialti, costituzionalista, geografo e politico italiano († 1920)
- 4 aprile - Félix Balzer, medico e patologo francese († 1929)
- 6 aprile - John William Waterhouse, pittore britannico († 1917)
- 9 aprile - David N. Wotherspoon, calciatore scozzese († 1906)
- 10 aprile - Cesare Salvarezza, politico italiano († 1915)
- 11 aprile - Urbain Bouriant, egittologo e archeologo francese († 1903)
- 11 aprile - Vincenzo Verzeni, serial killer italiano († 1918)
- 11 aprile - Mattia Vicario, vescovo cattolico italiano († 1906)
- 12 aprile - Albert Heim, geologo svizzero († 1937)
- 14 aprile - Jean-Antoine-Marie Idrac, scultore francese († 1884)
- 16 aprile - Riccardo Selvatico, commediografo, poeta e politico italiano († 1901)
- 17 aprile - William Rufus Day, politico e diplomatico statunitense († 1923)
- 18 aprile - Adolf Slaby, fisico tedesco († 1913)
- 19 aprile - Eva Gonzalès, pittrice francese († 1883)
- 19 aprile - John Uri Lloyd, farmacologo e scrittore statunitense († 1936)
- 20 aprile - Hamao Arata, politico e educatore giapponese († 1925)
- 20 aprile - Nikolaj Nebogatov, ammiraglio russo († 1922)
- 21 aprile - Oscar Hertwig, zoologo e biologo tedesco († 1922)
- 22 aprile - Romualdo Braschi-Onesti, III duca di Nemi, nobile italiano († 1923)
- 22 aprile - Thomas W. Piper, serial killer canadese († 1876)
- 24 aprile - Joseph Simon Gallieni, generale francese († 1916)
- 25 aprile - Felix Klein, matematico tedesco († 1925)
- 26 aprile - Arvid Mauritz Lindström, pittore svedese († 1923)
- 26 aprile - Guido de Probizer, medico italiano († 1929)
- 28 aprile - Augusto Aubry, ammiraglio e politico italiano († 1912)
- 29 aprile - William Marshall, tennista e architetto britannico († 1921)
- 29 aprile - Alfonso Palitti, politico italiano († 1891)

## Maggio(34)
- 3 maggio - Bernhard von Bülow, politico e ambasciatore tedesco († 1929)
- 3 maggio - Jacob Riis, giornalista e fotografo danese († 1914)
- 3 maggio - Bertha Benz, imprenditrice tedesca († 1944)
- 4 maggio - Giulio Acquaviva, nobile e politico italiano († 1887)
- 5 maggio - Giuseppe Fraccaroli, filologo classico, grecista e traduttore italiano († 1918)
- 5 maggio - Sergej Ivanovič Mosin, militare russo († 1902)
- 6 maggio - Otto Gustav Koch, religioso e storico tedesco († 1919)
- 6 maggio - Roberto Paganini, politico italiano († 1912)
- 7 maggio - Charles Émile François-Franck, fisiologo e patologo francese († 1921)
- 7 maggio - Nicola Vischi, avvocato e politico italiano († 1914)
- 9 maggio - Theodor Leutwein, militare e politico tedesco († 1921)
- 9 maggio - Imperatrice Shōken, imperatrice giapponese († 1914)
- 10 maggio - Hermann Guthe, ebraista, linguista e teologo tedesco († 1936)
- 10 maggio - Carl Moeli, neurologo e psichiatra tedesco († 1919)
- 14 maggio - Léon Paul Choffat, geologo e paleontologo svizzero († 1919)
- 16 maggio - Victor Bruce, IX conte di Elgin, nobile e politico scozzese († 1917)
- 17 maggio - Frédéric Montenard, pittore francese († 1926)
- 18 maggio - Charles B. Atwood, architetto e disegnatore statunitense († 1896)
- 19 maggio - Adrien Lachenal, politico svizzero († 1918)
- 20 maggio - Georges de Porto-Riche, scrittore e drammaturgo francese († 1930)
- 21 maggio - Édouard-Henri Avril, pittore e illustratore francese († 1928)
- 22 maggio - Louis Perrier, architetto e politico svizzero († 1913)
- 22 maggio - Aston Webb, architetto britannico († 1930)
- 23 maggio - Adolf Gaspary, filologo e letterato tedesco († 1892)
- 23 maggio - Károly Khuen-Héderváry, politico ungherese († 1918)
- 23 maggio - Şehzade Mehmed Burhaneddin, principe ottomano († 1876)
- 24 maggio - Albert Lancaster, meteorologo e astronomo belga († 1908)
- 25 maggio - Filippo Mastellari, pittore italiano († 1922)
- 25 maggio - Blind Tom Wiggins, pianista statunitense († 1908)
- 26 maggio - Ernst Julius Remak, neurologo tedesco († 1911)
- 26 maggio - Hubert von Herkomer, pittore, incisore e scrittore tedesco († 1914)
- 28 maggio - Ludwig Keller, archivista e storico tedesco († 1915)
- 28 maggio - Louis Monziès, pittore e incisore francese († 1930)
- 29 maggio - Cesare Nerazzini, militare e diplomatico italiano († 1912)

## Giugno(33)
- 1º giugno - Edoardo Maragliano, medico italiano († 1940)
- 1º giugno - Gustav von Escherich, matematico austriaco († 1935)
- 2 giugno - Giuseppe D'Andrea, avvocato e politico italiano († 1934)
- 3 giugno - Giovanni Battista Barinetti, avvocato e politico italiano († 1942)
- 3 giugno - Giuseppe Tasca Lanza, politico italiano († 1917)
- 4 giugno - Gustave Vié, vescovo cattolico francese († 1918)
- 6 giugno - Émilie Ambre, cantante lirica francese († 1898)
- 7 giugno - Antonio Grossich, medico e politico italiano († 1926)
- 7 giugno - Pavel Svedomskij, pittore russo († 1904)
- 8 giugno - Pasquale Oro, generale italiano († 1924)
- 9 giugno - Karl Tanera, romanziere e storico tedesco († 1904)
- 10 giugno - David Lubin, mercante e filantropo polacco († 1919)
- 12 giugno - Francesco Certo, vescovo cattolico italiano († 1911)
- 13 giugno - Fulberto Alarni, poeta e commediografo italiano († 1888)
- 13 giugno - Arsenio da Trigolo, presbitero italiano († 1909)
- 15 giugno - Julius Gersdorff, poeta tedesco († 1907)
- 15 giugno - Charles Janet, chimico francese († 1932)
- 16 giugno - Anna Adelaïde Abrahams, pittrice olandese († 1930)
- 17 giugno - Andrea Aiuti, cardinale e arcivescovo cattolico italiano († 1905)
- 17 giugno - William Henry Finlay, astronomo sudafricano († 1924)
- 18 giugno - Arthur Bigge, I barone Stamfordham, ufficiale inglese († 1931)
- 18 giugno - Armand Peugeot, imprenditore francese († 1915)
- 19 giugno - Idris Shah I di Perak, sovrano malese († 1916)
- 20 giugno - Raphaël Dubois, farmacologo francese († 1929)
- 23 giugno - Ludovico Coccapani, insegnante italiano († 1931)
- 23 giugno - John Reinhard Weguelin, pittore e illustratore inglese († 1927)
- 26 giugno - Sarah Angelina Acland, fotografa britannica († 1930)
- 26 giugno - Luigi Ossoinack, politico e imprenditore ungherese († 1904)
- 27 giugno - Dora Melegari, scrittrice italiana († 1924)
- 28 giugno - Luigi Scorrano, pittore italiano († 1924)
- 29 giugno - Pietro Costa, scultore italiano († 1901)
- 29 giugno - Olena Pčilka, editrice, scrittrice e etnografa ucraina († 1930)
- 29 giugno - Sergej Jul'evič Vitte, politico russo († 1915)

## Luglio(44)
- 1º luglio - Louis Welden Hawkins, pittore francese († 1910)
- 2 luglio - Maria Teresa Enrichetta d'Austria-Este, regina tedesca († 1919)
- 3 luglio - Prosper-René Blondlot, fisico francese († 1930)
- 4 luglio - John Joyce, irlandese († 1931)
- 4 luglio - Fernand de Langle de Cary, generale francese († 1927)
- 4 luglio - Vladimir Vasil'evič Smirnov, generale russo († 1918)
- 5 luglio - William Thomas Stead, editore, giornalista e scrittore britannico († 1912)
- 6 luglio - Alfred Bray Kempe, matematico britannico († 1922)
- 7 luglio - Pietro Gamba, avvocato, magistrato e politico italiano († 1903)
- 10 luglio - John William Griggs, politico statunitense († 1927)
- 11 luglio - Nicholas Edward Brown, botanico britannico († 1934)
- 12 luglio - William Osler, medico canadese († 1919)
- 13 luglio - Carl Bovallius, naturalista, esploratore e archeologo svedese († 1907)
- 15 luglio - Friedrich Schauta, ginecologo austriaco († 1919)
- 16 luglio - Clara Shortridge Foltz, avvocata e attivista statunitense († 1934)
- 17 luglio - Vincenzo Montenovesi, medico e politico italiano († 1931)
- 17 luglio - Emmerich Alexius Swoboda, scultore austriaco († 1920)
- 18 luglio - Anna Judic, soprano e attrice teatrale francese († 1911)
- 18 luglio - Pietro Piccirilli, critico d'arte italiano († 1921)
- 18 luglio - Hugo Riemann, musicologo, critico musicale e insegnante tedesco († 1919)
- 19 luglio - Ferdinand Brunetière, scrittore e storico francese († 1906)
- 19 luglio - Gerhard Munthe, pittore e illustratore norvegese († 1929)
- 20 luglio - Théobald Chartran, pittore francese († 1907)
- 20 luglio - Robert Anderson Van Wyck, politico statunitense († 1918)
- 20 luglio - Ernst von Mohl, insegnante tedesco († 1929)
- 22 luglio - Emma Lazarus, poetessa statunitense († 1887)
- 22 luglio - Frederick Maddison, calciatore inglese († 1907)
- 23 luglio - Edoardo Masdea, politico e generale italiano († 1910)
- 23 luglio - Seth Bullock, politico e imprenditore canadese († 1919)
- 23 luglio - Géza Zichy, pianista e compositore ungherese († 1924)
- 24 luglio - Arturo Mélida, scultore spagnolo († 1902)
- 25 luglio - Richard Lydekker, naturalista, geologo e paleontologo inglese († 1915)
- 26 luglio - Ludwig Briegier, medico e docente tedesco († 1919)
- 26 luglio - Giuseppe Caravita di Sirignano, imprenditore e politico italiano († 1920)
- 26 luglio - William Rush Merriam, politico statunitense († 1931)
- 27 luglio - John Hopkinson, fisico e ingegnere britannico († 1898)
- 27 luglio - Girolamo Vitelli, filologo classico, grecista e papirologo italiano († 1935)
- 28 luglio - Gustave Maroteau, giornalista francese († 1875)
- 29 luglio - Edward Theodore Compton, alpinista, pittore e artista tedesco († 1921)
- 29 luglio - Max Nordau, sociologo, medico e giornalista ungherese († 1923)
- 30 luglio - Pietro Barsanti, militare italiano († 1870)
- 31 luglio - Eugen Huber, giurista svizzero († 1923)
- 31 luglio - Alfonso Perrella, storico e scrittore italiano († 1915)
- 31 luglio - Charles Wollaston, calciatore inglese († 1926)

## Agosto(29)
- 1º agosto - Aleksandr Konstantinovič Benkendorf, diplomatico russo († 1917)
- 1º agosto - Alfonso De Blasio, magistrato e politico italiano († 1930)
- 1º agosto - Vittore Deliliers, tenore italiano († 1932)
- 2 agosto - Maria Pia di Borbone-Due Sicilie, principessa († 1882)
- 6 agosto - Gustav Frederik Holm, esploratore e ufficiale danese († 1940)
- 7 agosto - Paul Fürbringer, medico e chimico tedesco († 1930)
- 8 agosto - Henri Cordier, linguista, storico e scrittore francese († 1925)
- 8 agosto - Hume Nisbet, scrittore e romanziere scozzese († 1923)
- 8 agosto - Vera Zasulič, rivoluzionaria russa († 1919)
- 10 agosto - Nicolò Gallo, politico italiano († 1907)
- 10 agosto - Dmitrij Andreevič Lizogub, rivoluzionario russo († 1879)
- 11 agosto - Giacomo Favretto, pittore italiano († 1887)
- 12 agosto - Abbott Handerson Thayer, pittore statunitense († 1921)
- 12 agosto - Georg Carl Wilhelm Vatke, botanico tedesco († 1889)
- 15 agosto - Ottavio Ottavi, enologo italiano († 1893)
- 15 agosto - Robert Charles Wroughton, naturalista britannico († 1921)
- 16 agosto - Johan Kjeldahl, chimico danese († 1900)
- 16 agosto - Sibylle Gabrielle Riqueti de Mirabeau, nobildonna e scrittrice francese († 1932)
- 18 agosto - Benjamin Godard, violinista e compositore francese († 1895)
- 18 agosto - Emile Enrico Ragusa, imprenditore e entomologo italiano († 1924)
- 19 agosto - Carlo De Vincentiis, medico e chirurgo italiano († 1904)
- 20 agosto - Joseph Aubert, pittore francese († 1924)
- 20 agosto - Charles Hubbard, arciere statunitense († 1923)
- 20 agosto - Rita Sangalli, ballerina italiana († 1909)
- 23 agosto - William Ernest Henley, poeta, giornalista e editore britannico († 1903)
- 26 agosto - Otto Küstner, ginecologo tedesco († 1931)
- 26 agosto - Vincenzo Saporito, politico italiano († 1930)
- 27 agosto - Manuel Acuña, poeta e scrittore messicano († 1873)
- 29 agosto - Émile Goudeau, giornalista, scrittore e poeta francese († 1906)

## Settembre(37)
- 1º settembre - Andrea Sarti, vescovo cattolico italiano († 1915)
- 1º settembre - Emil Zuckerkandl, anatomista ungherese († 1910)
- 2 settembre - Emma Curtis Hopkins, teologa e scrittrice statunitense († 1925)
- 3 settembre - Sarah Orne Jewett, scrittrice statunitense († 1909)
- 5 settembre - Nancy Ryan, statunitense († 1958)
- 6 settembre - Guido von Call zu Rosenburg und Kulmbach, politico, diplomatico e nobile austriaco († 1927)
- 8 settembre - Carl Magnus von Hell, chimico tedesco († 1926)
- 9 settembre - Sergej Illarionovič Vasil'čikov, nobile e ufficiale russo († 1926)
- 10 settembre - August von Froriep, anatomista tedesco († 1917)
- 10 settembre - Ignazio Giorgi, bibliotecario, paleografo e diplomatista italiano († 1924)
- 10 settembre - Karl Anton Eugen Prantl, botanico tedesco († 1893)
- 11 settembre - Clotilde Micheli, religiosa italiana († 1911)
- 12 settembre - Alexander von Krobatin, generale austro-ungarico († 1933)
- 12 settembre - Vincenzo Raciti Romeo, storico italiano († 1937)
- 12 settembre - Alfonso Carlo di Borbone-Spagna, nobile spagnolo († 1936)
- 16 settembre - Robert Barr, romanziere britannico († 1912)
- 17 settembre - Luigi Fumi, archivista, storico e nobile italiano († 1934)
- 17 settembre - Vincenzo Loria, pittore italiano († 1939)
- 18 settembre - Giovanni Battista Borachia, vescovo cattolico italiano († 1924)
- 18 settembre - Robert Harris, pittore canadese († 1919)
- 18 settembre - Karl Magnus Bergbohm, giurista tedesco († 1927)
- 18 settembre - Salvador de Iturbide y Marzán, principe messicano († 1895)
- 20 settembre - Alexander Rhind, calciatore scozzese († 1922)
- 20 settembre - Giuseppe Ricca Salerno, economista italiano († 1912)
- 20 settembre - Ekaterina Pavlovna Vjazemskaja, nobildonna russa († 1929)
- 21 settembre - Giacomo De Martino, politico italiano († 1921)
- 21 settembre - Dmitrij Ivanovič Dubjago, astrofisico e astronomo russo († 1918)
- 21 settembre - Edmund Gosse, poeta e critico letterario britannico († 1928)
- 21 settembre - Max Runge, ginecologo tedesco († 1909)
- 22 settembre - Pietro Albertoni, fisiologo e politico italiano († 1933)
- 22 settembre - Conrad Emmanuel Steinbrecht, architetto tedesco († 1923)
- 23 settembre - Camillo Tassi, avvocato e politico italiano († 1912)
- 24 settembre - Galeazzo von Thun und Hohenstein, religioso austriaco († 1931)
- 26 settembre - Ivan Pavlov, medico, fisiologo e etologo russo († 1936)
- 27 settembre - Émile Claus, pittore belga († 1924)
- 29 settembre - Jakov Aleksandrovič Novikov, sociologo russo († 1912)
- 29 settembre - Frederick Schwatka, scrittore e militare statunitense († 1892)

## Ottobre(34)
- 1º ottobre - Adolf Birch-Hirschfeld, filologo tedesco († 1917)
- 1º ottobre - Anne Charlotte Leffler, drammaturga e attivista svedese († 1892)
- 2 ottobre - Robert Henry Barnes, scacchista britannico († 1916)
- 2 ottobre - Christina Karnebeek-Backs, supercentenaria olandese († 1959)
- 2 ottobre - Francisco Simón y Ródenas, missionario e vescovo cattolico spagnolo († 1914)
- 3 ottobre - Edoardo Crespi, scacchista e mecenate italiano († 1910)
- 4 ottobre - Giovanni Faini, architetto italiano († 1928)
- 4 ottobre - Deng Shichang, ammiraglio cinese († 1894)
- 5 ottobre - Wilhelm Blos, politico, scrittore e giornalista tedesco († 1927)
- 6 ottobre - Ludwig Purtscheller, alpinista austriaco († 1900)
- 6 ottobre - Basil Zaharoff, imprenditore e banchiere greco († 1936)
- 7 ottobre - Antonio Cappelli, politico e agronomo italiano († 1902)
- 7 ottobre - James Whitcomb Riley, scrittore e poeta statunitense († 1916)
- 7 ottobre - Francesco Scerbo, presbitero, glottologo e ebraista italiano († 1927)
- 8 ottobre - Frank Hyde, pittore inglese († 1937)
- 9 ottobre - Johan August Brinell, ingegnere svedese († 1925)
- 9 ottobre - Henry Renny-Tailyour, militare, rugbista a 15 e atleta scozzese († 1920)
- 9 ottobre - Margaret Alice Lili de Windt, nobile inglese († 1936)
- 11 ottobre - Alfred Kowalski, pittore polacco († 1915)
- 16 ottobre - George Washington Williams, politico, giornalista e avvocato statunitense († 1891)
- 21 ottobre - Guglielmo Vacca, magistrato e politico italiano († 1916)
- 22 ottobre - Eugène Hénard, architetto e urbanista francese († 1923)
- 22 ottobre - Giulio Tadolini, scultore italiano († 1918)
- 23 ottobre - James Reid, medico scozzese († 1923)
- 23 ottobre - Saionji Kinmochi, politico giapponese († 1940)
- 26 ottobre - Evelina Cattermole, scrittrice e poetessa italiana († 1896)
- 26 ottobre - Ferdinand Georg Frobenius, matematico tedesco († 1917)
- 27 ottobre - Giuseppe Cagna, politico e avvocato italiano († 1920)
- 28 ottobre - Oskar Enkvist, ammiraglio russo († 1912)
- 28 ottobre - Giulio Piccini, scrittore e giornalista italiano († 1915)
- 29 ottobre - Cesare Gioppi, avvocato e politico italiano († 1933)
- 29 ottobre - Margaret Leigh, nobildonna e scrittrice inglese († 1945)
- 29 ottobre - Filippo Mola, pittore italiano († 1918)
- 30 ottobre - Georg Kaibel, filologo classico tedesco († 1901)

## Novembre(42)
- 1º novembre - William Merritt Chase, pittore statunitense († 1916)
- 1º novembre - Karl Ludwig d'Elsa, generale tedesco († 1922)
- 3 novembre - Georg Goetz, filologo classico tedesco († 1932)
- 4 novembre - Giacomo Pala, avvocato e politico italiano († 1927)
- 4 novembre - Carlo Sada, architetto italiano († 1924)
- 5 novembre - Ruy Barbosa, giurista, politico e scrittore brasiliano († 1923)
- 5 novembre - Enrico Cavalli, pittore italiano († 1919)
- 7 novembre - Józef Chełmoński, pittore polacco († 1914)
- 8 novembre - Digby Bell, attore teatrale statunitense († 1917)
- 8 novembre - Maxime Collignon, archeologo e storico dell'arte francese († 1917)
- 8 novembre - Ibrahim Ali Khan, principe indiano († 1930)
- 9 novembre - Anna Pavlovna Pribylëva-Korba, rivoluzionaria russa († 1939)
- 10 novembre - Alexander Duff, I duca di Fife, nobile britannico († 1912)
- 11 novembre - Giovanni Battista Giovenale, architetto italiano († 1934)
- 14 novembre - Domenico Grandi, generale e politico italiano († 1937)
- 15 novembre - Andrea Becchi, pittore italiano († 1926)
- 15 novembre - Letterio D'Arrigo Ramondini, arcivescovo cattolico italiano († 1922)
- 16 novembre - Paolo Gaffuri, editore italiano († 1931)
- 17 novembre - Paolo Altieri, VIII principe di Oriolo, principe italiano († 1901)
- 17 novembre - Edward Hore, velista britannico
- 18 novembre - Stefano Cardu, marinaio, viaggiatore e disegnatore italiano († 1933)
- 19 novembre - James Mason, scacchista irlandese († 1905)
- 19 novembre - Domenico de Roberto, avvocato, giurista e politico italiano († 1911)
- 21 novembre - Andrew Murray, I visconte Dunedin, politico e giudice scozzese († 1942)
- 21 novembre - Paul Rée, filosofo, scrittore e aforista tedesco († 1900)
- 22 novembre - Fritz Mauthner, filosofo e scrittore austro-ungarico († 1923)
- 22 novembre - Christian Rohlfs, pittore tedesco († 1938)
- 23 novembre - Hong Tianguifu, generale cinese († 1864)
- 24 novembre - Frances Hodgson Burnett, commediografa e scrittrice britannica († 1924)
- 24 novembre - Benedikt Niese, filologo classico tedesco († 1910)
- 25 novembre - Ippolito Onorio De Luca, avvocato, giornalista e politico italiano († 1913)
- 25 novembre - Mary Fraser Tytler, artista britannica († 1938)
- 26 novembre - Ludvig Douglas, nobile e politico svedese († 1916)
- 26 novembre - Pietro Fea, bibliografo e bibliotecario italiano († 1932)
- 27 novembre - Horace Lamb, matematico e fisico inglese († 1934)
- 27 novembre - Pietro Panzeri, medico e chirurgo italiano († 1901)
- 29 novembre - Edward Aveling, politico inglese († 1898)
- 29 novembre - Crescentino Caselli, ingegnere e architetto italiano († 1932)
- 29 novembre - John Ambrose Fleming, inventore e ingegnere britannico († 1945)
- 30 novembre - Vincenzo Galloppi, pittore italiano († 1942)
- 30 novembre - Auguste Lepère, incisore, illustratore e pittore francese († 1918)
- 30 novembre - Italo Pizzi, iranista italiano († 1920)

## Dicembre(49)
- 1º dicembre - Pietro Sormani, imprenditore e politico italiano († 1934)
- 2 dicembre - Maria di Hannover, principessa tedesca († 1904)
- 4 dicembre - Carlos FitzJames Stuart, XVI duca d'Alba, nobile e diplomatico spagnolo († 1901)
- 4 dicembre - Ernesto Köhler, compositore e flautista italiano († 1907)
- 5 dicembre - Francesco D'Ovidio, filologo e critico letterario italiano († 1925)
- 5 dicembre - Rafael Reyes, politico e generale colombiano († 1921)
- 5 dicembre - Bernhard Solger, anatomista tedesco († 1935)
- 6 dicembre - August von Mackensen, generale tedesco († 1945)
- 6 dicembre - Charles Spalding Thomas, politico statunitense († 1934)
- 7 dicembre - Pierre-Paulin Andrieu, cardinale e arcivescovo cattolico francese († 1935)
- 7 dicembre - Massimiliano Emanuele di Baviera, duca († 1893)
- 8 dicembre - Johannes Takanen, scultore finlandese († 1885)
- 9 dicembre - Andrea De Leo, politico e avvocato italiano († 1915)
- 9 dicembre - Harry David Lee, imprenditore statunitense († 1928)
- 10 dicembre - Louis Glineur, arciere belga
- 10 dicembre - Prosper-Mathieu Henry, ottico e astronomo francese († 1903)
- 11 dicembre - Ellen Key, scrittrice svedese († 1926)
- 12 dicembre - Antonio Guiducci, politico italiano († 1928)
- 12 dicembre - William Kissam Vanderbilt, imprenditore statunitense († 1920)
- 12 dicembre - Franz Penzoldt, medico e farmacologo tedesco († 1927)
- 13 dicembre - Enrico Galluppi, politico e avvocato italiano († 1915)
- 14 dicembre - Oswald von Thun und Hohenstein, politico austriaco († 1913)
- 16 dicembre - Fateh Singh di Udaipur e Mewar, principe indiano († 1930)
- 16 dicembre - Virginia Ferni Germano, soprano italiano († 1934)
- 18 dicembre - Henrietta Edwards, attivista e scrittrice canadese († 1931)
- 18 dicembre - Shomer, romanziere e drammaturgo russo († 1905)
- 18 dicembre - Augusta Costanza Succi, religiosa italiana († 1922)
- 19 dicembre - Henry Clay Frick, imprenditore e mecenate statunitense († 1919)
- 20 dicembre - Ottone Bacaredda, giurista, scrittore e politico italiano († 1921)
- 20 dicembre - Brownlow Cecil, IV marchese di Exeter, nobile e politico inglese († 1898)
- 20 dicembre - Philippe Dautzenberg, biologo belga († 1935)
- 21 dicembre - James Lane Allen, scrittore statunitense († 1925)
- 22 dicembre - Robert Kingsford, calciatore inglese († 1895)
- 22 dicembre - Desiderio Reich, storico e storiografo italiano († 1913)
- 24 dicembre - Charles Ephrussi, critico d'arte, storico dell'arte e collezionista d'arte russo († 1905)
- 25 dicembre - Magnus Blix, fisiologo svedese († 1904)
- 25 dicembre - Fabio Chigi Saracini, nobile italiano († 1906)
- 25 dicembre - Nogi Maresuke, militare e politico giapponese († 1912)
- 25 dicembre - Alberto Tonelli, matematico italiano († 1920)
- 27 dicembre - Alice di Borbone-Parma, nobile († 1935)
- 27 dicembre - Riccardo Brayda, architetto e ingegnere italiano († 1911)
- 27 dicembre - José Manuel Pando, politico e generale boliviano († 1917)
- 28 dicembre - Herbert von Bismarck, politico tedesco († 1904)
- 28 dicembre - Julius Jolly, linguista e orientalista tedesco († 1932)
- 29 dicembre - Richard Bohn, archeologo e architetto tedesco († 1898)
- 29 dicembre - William Cunningham, economista inglese († 1919)
- 29 dicembre - Otto Stoll, antropologo, linguista e etnologo svizzero († 1922)
- 31 dicembre - Ludovico Fulci, politico italiano († 1934)
- 31 dicembre - Enrico Junck, pittore francese († 1878)

## Senza giorno specificato(55)
- Muhammad Abduh, giurista, filosofo e teologo egiziano († 1905)
- Ludwig Abranyi, pittore ungherese († 1901)
- Amadio Salsi, ingegnere italiano
- Syed Ameer Ali, politico indiano († 1928)
- Michael Ancher, pittore danese († 1927)
- Angiolo Badaloni, architetto e ingegnere italiano († 1920)
- Filippo Baratti, pittore italiano († 1936)
- George Barnes, tiratore a segno britannico († 1934)
- Mathilde Bauermeister, cantante tedesca († 1926)
- Davide Bernasconi, imprenditore, politico e filantropo italiano († 1922)
- Antonmaria Bonetti, militare, giornalista e scrittore italiano († 1896)
- Guglielmo Branca, compositore e direttore d'orchestra italiano († 1928)
- Ignazio Cerasoli, giornalista e scrittore italiano († 1930)
- Giovan Battista Comencini, architetto italiano († 1924)
- Teodoro Cuniberti, attore teatrale e commediografo italiano († 1913)
- Cesare Dall'Olio, compositore italiano († 1906)
- Bianca Donadio, soprano francese († 1911)
- Jules Déjerine, neurologo francese († 1917)
- Erasmus Walter Ellis, pittore inglese († 1918)
- Athanasios Eutaxias, politico greco († 1931)
- Frank Evans, attore statunitense († 1934)
- George Forbes, ingegnere scozzese († 1936)
- Callisto Grandi, serial killer italiano († 1911)
- Michail Fëdorovič Gračevskij, rivoluzionario russo († 1887)
- William Nott-Bower, poliziotto britannico († 1939)
- Mohammad Yaqub Khan, emiro afghano († 1923)
- Josef Kohler, giurista tedesco († 1919)
- Paul de La Boulaye, pittore francese († 1926)
- Michele La Spina, scultore e pittore italiano († 1943)
- Giovanni Lombardo Calamia, pittore italiano († 1894)
- Lajos Lóczy, geologo ungherese († 1920)
- Alexander Murdoch Mackay, esploratore scozzese († 1890)
- Aleksandra Nikolaevna Malinovskaja, rivoluzionaria russa († 1891)
- Raphael Meldola, chimico inglese († 1915)
- Ines Castellani Fantoni Benaglio, scrittrice italiana († 1897)
- Gaetano Meo, artista e modello italiano († 1925)
- Vasilis Michaelides, poeta cipriota († 1917)
- Gismondo Morelli Gualtierotti, politico italiano († 1923)
- Charles Edward Munroe, chimico statunitense († 1938)
- Joaquim Nabuco, politico e giurista brasiliano († 1910)
- Arthur Nicolson, diplomatico britannico († 1928)
- Keyes O'Clery, militare e avvocato irlandese († 1913)
- Niccolò Persichetti, archeologo e filologo italiano († 1915)
- Aleksandr Michajlovič Sibirjakov, esploratore russo († 1933)
- Pio Spaccamela, militare italiano († 1928)
- Taj al-Mulouk Khanoum Umm al-Khakan, sovrana persiana († 1909)
- Cesare Tuccimei, ingegnere italiano († 1918)
- Dersu Uzala, esploratore russo († 1908)
- Luigi Vaccarone, avvocato e alpinista italiano († 1902)
- Enrique José Varona, scrittore, filosofo e politico cubano († 1933)
- Wladimir Alexandrowitch Wagner, psicologo, zoologo e aracnologo russo († 1934)
- Edwin Lord Weeks, pittore statunitense († 1903)
- Fred White, poliziotto statunitense († 1880)
- John Joseph Woods, insegnante e compositore neozelandese († 1934)
- Giuseppe Zannoni, pittore italiano († 1903)